# Rožnov pod Radhoštěm
Rožnov pod Radhoštěm (do roku 1912 pouze Rožnov, německy Rosenau či Rožnau) je město o celkové rozloze 3 948,23 ha s rozsahem poloh přibližně 360–950 m n. m., většinou plochy v krajinné oblasti Rožnovská brázda, součásti Západních Beskyd, v rámci administrativně správním v okrese Vsetín ve Zlínském kraji na území České republiky.
Centrum města se nachází zhruba 17 km severovýchodně od Vsetína, zástavba podél řeky Rožnovská Bečva. Žije zde přibližně 16 tisíc obyvatel na katastrálních územích s názvy Hážovice, Rožnov pod Radhoštěm a Tylovice. Nejníže situovaná řeka Rožnovská Bečva v lokalitě Zubersko (u přítoku Zuberského potoka), nejvyšší polohy jihozápadně od vrcholu Velká Polana (981 m n. m.).
Severní část katastrálního území je situována v geomorfologickém celku Moravskoslezské Beskydy, přibližně mezi vrchy Kamenárka (863 m n. m.) a Černá hora (901 m n. m.), jižním okrajem zasahuje do Hostýnsko-vsetínské hornatiny, urbanistický obvod Hlaváčky (odloučená obytná plocha základní sídelní jednotky) až lesní lokalita Drviska s prameništěm Studeného potoka (rozsahem plochy malé lokality Vsetínských vrchů).
V roce 1911 byl ve městě založen Musejní a národopisný spolek, jeho spoluzakladateli byli Bohumír a Alois Jaroňkové. Z podnětu spolku vzešel v roce 1913 projekt na založení muzea v přírodě, cílem bylo zachránit stavby lidové architektury na rožnovském náměstí před zánikem a přemístit je do přírodního areálu. Realizace proběhla až v rámci příprav národopisných slavností Valašský rok v roce 1925, bylo zřízeno Valašské muzeum v přírodě, lidově nazývané rožnovský „skanzen“. Od 11. prosince 2018 je součástí Národního muzea v přírodě, které má v Rožnově sídlo.

## Název
Jméno Rožnov se původně vztahovalo k hradu, městečko pod ním se ve středověku nazývalo Rožnovec. Jméno hradu je zřejmě německého původu (Rosenau – „Růžový palouk“), třebaže nelze vyloučit odvození od českého osobního jména Rožen (jméno by pak znamenalo „Rožnův hrad“). Přívlastek pod Radhoštěm byl dán výnosem ministerstva vnitra z 31. 10. 1913 v souvislosti s rozmáhajícím se turistickým ruchem.
Podle pověsti o loupežnících prý název pochází od opékání na rožni, jiná pověst zase uvádí, že název je odvozený ze jména Růženka (německy Rosenau), která založila osadu spolu se statečným Libošťem. Řehoř Volný se v 19. století mylně domníval, že jméno města bylo odvozeno od rohu, který tvoří řeka Bečva spolu s potokem Hážovka, občas bývá tato domněnka opakována i dnes.

## Historie
Poprvé je Rožnov zmiňován v roce 1267 v listině svého zakladatele, olomouckého biskupa Bruna ze Šaumburku. Rožnovský hrad na kopci Hradisko je doložen již roku 1310, sloužil spolu s hrady Helfštýn a Hukvaldy k ochraně Moravy před uherskými nájezdníky. Žili zde páni z Kravař, Cimburkové, sedmihradský vévoda Petr, ale i loupeživý rytíř Jan z Messenberka. Hrad byl částečně rozbořen roku 1539 na rozkaz císaře Ferdinanda I., (v současnosti zřícenina).
Kopcovitá až hornatá oblast byla od 16. století dosidlována také tzv. Valachy, etnickou skupinou se salašnickým způsobem života (pastevectví) na severovýchodní Moravě (v roce 1714 bylo u Rožnova sedm salaší). Postupně splynuli s místním obyvatelstvem, zachovala se však charakteristická lidová kultura, v současnosti typická pro národopisnou oblast moravského Valašska.
Zřejmě už počátkem 16. století bylo v Rožnově vybudováno ojedinělé vodní dílo, asi dvoukilometrový uměle vytvořený kanál známý jako „struha“. Část vody z řeky Bečvy nad Rožnovem odváděl do městské zástavby pro pohon dvou mlýnů, obyvatelům sloužila jako zdroj užitkové vody pro domácnosti, k napájení koní a dobytka, máchaní prádla i osvěžení v horkých dnech. Za Rožnovem se voda vracela do Hážovického potoka a jím zpět do Bečvy. Jednou za rok byl průtok vody zastaven za účelem vyčištění struhy od nánosů a naplavenin.
Od roku 1548 až do 19. století město vlastnili Žerotínové, což bylo spojeno s rozvojem sklářství a tkalcovství (tzv. rožnovské plátno a mušelín). Jejich vládu připomíná černý lev v městském znaku.
K roku 1687 je v Rožnově uváděna papírna, od roku 1712 pivovar, který nechal postavit Karel Jindřich ze Žerotína. V letech 1748–1752 byl v obci po předcházejících dřevěných kostelech vystavěn nový, zděný kostel Všech svatých. V té době ve farnosti působil mladý kněz Antonín František Hohn (knězem 1745–1752). Dostavbu kostela zdržely nepokoje, dokončen tak byl až v roce 1752.

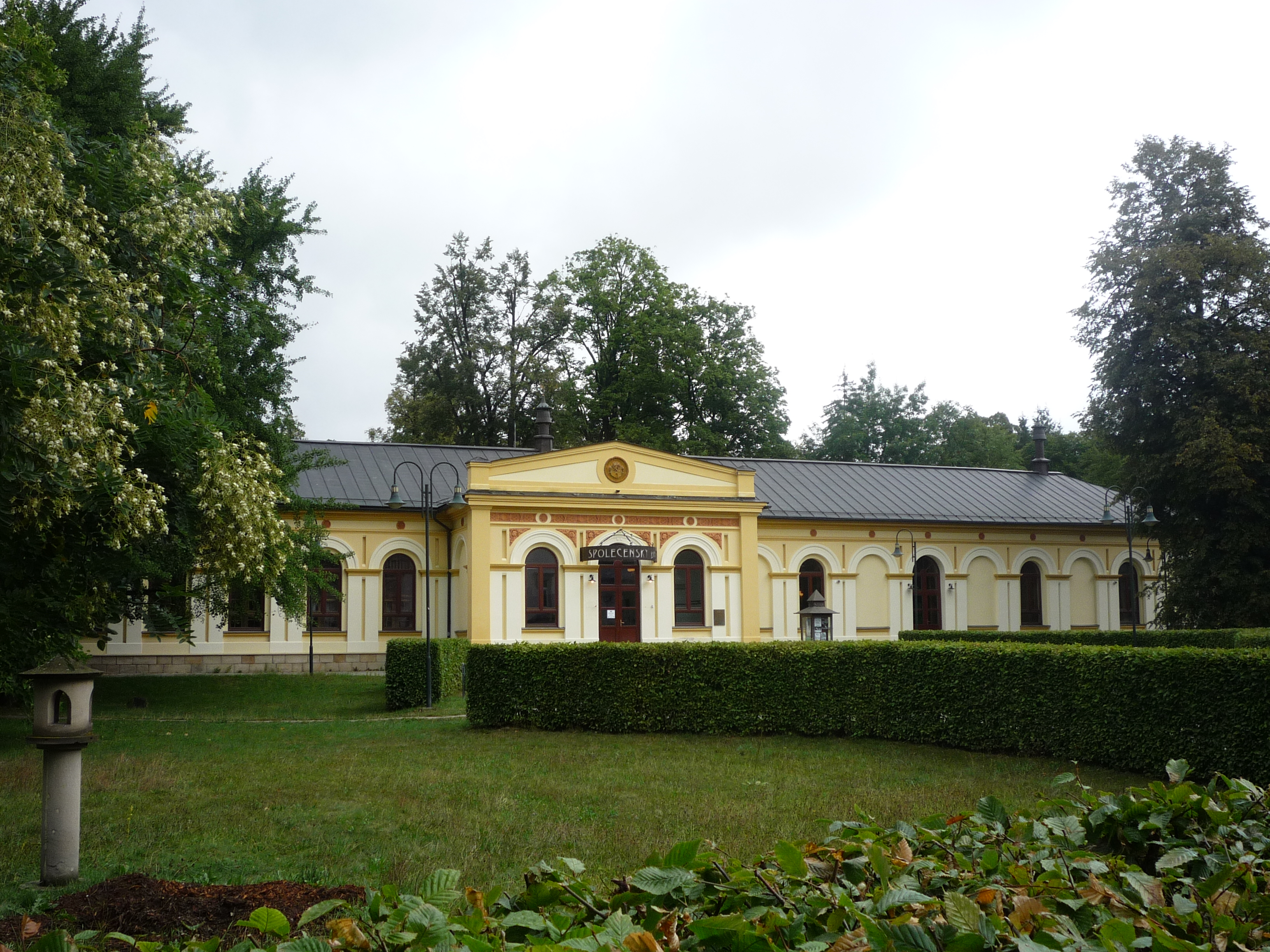
Společenský dům v Rožnově, připomínka lázeňských časů

V roce 1796 si brněnský lékař František Kročák uvědomil léčebné působení místních klimatických poměrů a poslal do města první čtyři nemocné s plicními chorobami. Od té doby rostla známost Rožnova coby klimatických lázní. Oficiálně je založil tehdejší ředitel panství Josef Drobník, na světovou úroveň je později pozvedli lékaři František Polanský a Vladislav Mladějovský. Pacienti se léčili žinčicí a vycházkami, později i koupelemi a elektroléčbou. Lázeňství zde bylo na vrcholu počátkem 20. století, kdy byl Rožnov pro příznivé klima řazen mezi nejlepší léčebné lokality v Evropě a přirovnáván ke švýcarskému Davosu nebo italskému Meranu. Za léčbou nemocí dýchacího ústrojí i srdce sem každou sezónu přijíždělo až 3000 hostů. Patřil mezi ně např. zakladatel psychoanalýzy Sigmund Freud nebo přírodovědec Gregor Mendel. V rámci rozvoje lázeňství byla v letech 1934–1935 postavena Masarykova ozdravovna na vrchu Kozinec, svému účelu ale sloužila jen krátce. Na konci 2. světové války byla přebudována na lazaret, později se stala zotavovnou ROH. Lázně byly zrušeny v roce 1953. Viditelnou připomínkou tehdejších dob zůstal Společenský dům v městském parku.
Z hlediska dopravního spojení bylo významnou událostí vybudování železniční tratě do Krásna nad Bečvou (dnes součást Valašského Meziříčí), po ní první vlaky projely v roce 1892.
V roce 1925 bylo založeno Valašské muzeum v přírodě, nejstarší a největší tzv. muzeum pod širým nebem (v angličtině open-air museum) ve střední Evropě.
Rožnov byl osvobozen Rudou armádou 6. května 1945 po přestřelkách, bombardování a následném ústupu německých vojsk z města.
V roce 1950, v souvislosti s rychlým rozvojem národního podniku Tesla Rožnov, byla zahájena výstavba nejstaršího rožnovského sídliště – Záhumení. Třípatrové bloky domů se staly domovem pro zhruba tisíc lidí. Sídliště je zároveň trvalou expozicí sgrafit akademického malíře Jana Kobzáně. Touto technikou, zejména přírodními motivy, vyzdobil vstupy domů nebo rámy kolem balkónových oken. Nejbohatěji zdobené jsou sloupové balkóny dvou protilehlých domů v křížení ulic Boženy Němcové a Julia Fučíka.
V polovině 20. století klesl význam rožnovské „struhy“ pro místní průmysl, jako poslední ji využívala papírna (původní Dolní mlýn). Kolem roku 1973 do ní bylo uloženo potrubí kanalizace a struha byla zasypána. Její malá, ale funkční část zůstala zachována u horního splavu Bečvy, odkud dodnes přivádí vodu k pohonu technických staveb v Mlýnské dolině, expozici Valašského muzea v přírodě, napájí také potůček protékající městským parkem.
V roce 2010 byla obnovena tradice vaření piva a otevřen zrekonstruovaný pivovar (založen v roce 1712), ve městě jsou provozovány také tzv. pivní lázně.

### Náboženský vývoj
Katolický farář jménem Jan je v písemnostech poprvé zmiňován roku 1490. Zřejmě už tehdy zde žili i nekatolíci, kteří v polovině 16. století v městečku již převládali. Katolická fara byla obnovena roku 1666. Roku 1900 se v Rožnově hlásilo 2 939 obyvatel ke katolíkům, 46 k evangelíkům, 26 bylo židů. V roce 1930 zde žilo 3 248 katolíků, 127 evangelíků, 11 židů a 185 občanů bez vyznání.

## Obyvatelstvo

### Počet obyvatel
| Rok            | 1971  | 1981   | 1991   | 2000   | 2001   | 2011   | 2021   |
| -------------- | ----- | ------ | ------ | ------ | ------ | ------ | ------ |
| Počet obyvatel | 9 830 | 15 539 | 17 614 | 18 182 | 17 873 | 16 960 | 16 080 |

### Struktura populace

Věková struktura obyvatel obce Rožnov pod Radhoštěm roku 2011
Rodinný stav obyvatel obce Rožnov pod Radhoštěm roku 2011
Vzdělání obyvatel obce Rožnov pod Radhoštěm roku 2011

## Správní obvod obce s pověřeným obecním úřadem
Se vznikem čtrnácti krajů vznikly i obce s pověřeným obecním úřadem. Obce pověřeného obecního úřadu Rožnov pod Radhoštěm uvádí následující tabulka.
| Název obce           | Rozloha [km²] | Počet obyvatel (1. 1. 2022) |
| -------------------- | ------------- | --------------------------- |
| Dolní Bečva          | 20,05         | 1 860                       |
| Horní Bečva          | 42,43         | 2 416                       |
| Hutisko-Solanec      | 29,93         | 1 987                       |
| Prostřední Bečva     | 23,44         | 1 750                       |
| Rožnov pod Radhoštěm | 39,49         | 16 077                      |
| Valašská Bystřice    | 35,97         | 2 230                       |
| Vidče                | 11,79         | 1 724                       |
| Vigantice            | 7,64          | 1 071                       |
| Zubří                | 28,39         | 5 550                       |

## Doprava
Ve městě se nachází stejnojmenná stanice, která je konečnou dopravnou železniční tratě Valašské Meziříčí – Rožnov pod Radhoštěm. Městem prochází silnice první třídy č. 35 a 58.

## Pamětihodnosti
- Kostel Všech svatých
- Evangelický kostel
- Valašské muzeum v přírodě s dřevěným kostelem sv. Anny
- pomník T. G. Masaryka na Masarykově náměstí
- Jurkovičova rozhledna na Karlově kopci
- Rožnovský pivovar – začal fungovat po obnově v roce 2010

### Zaniklé stavby
- Paláčkův mlýn, Čechova 154, vodní mlýn s pilou a pekárnou

## Osobnosti
- Karel Jindřich ze Žerotína (1672–1716), majitel dědičného panství Rožnov-Krásno, stavitel rožnovského pivovaru
- Michal Jurajda (1812–1874), starosta města, poslanec zemského sněmu
- Čeněk Kramoliš (1862–1949), učitel a spisovatel, zaměřený na Valašsko
- Emanuel Vencl (1874–1939), československý politik, poslanec za agrárníky, ředitel hospodářské školy v Rožnově
- Josef Petřek (1881–1943), učitel, oběť nacismu, otec pravoslavného kněze a světce Vladimíra Petřka.[26]
- Bedřich Vašek (1882–1959), katolický kněz, badatel a profesor teologických fakult v Olomouci a Bratislavě
- František Frištenský (1887–1965), zápasník a sedlák. Bratr Gustava Frištenského. V Rožnově žil s rodinou v letech 1960–1965. Zemřel u syna Dalibora v Kašperských Horách.[27]
- František Chovanec (1900–1972), politik Československé sociální demokracie, poválečný poslanec Ústavodárného Národního shromáždění
- Metoděj Jaroslav Mičola, SDS, PhDr. et ThLic. (1911–1942), kněz ve farnosti sv. Petra a Pavla v Prostějově a oběť heydrichiády v r. 1942
- Karel Solařík (1915–2007), akademický malíř a grafik
- Jaroslav Frydrych (1928–1982), malíř, který ve svém díle zachytil valašskou krajinu i tváře místních lidí, pochován na Valašském Slavíně
- Jaroslav Štika (1931–2010), valašský národopisec, dlouholetý ředitel Valašského muzea v přírodě
- Richard Jeřábek (1934–2006), etnolog a pedagog na Masarykově univerzitě v Brně
- Radúz Mácha (* 1987), herec, člen Činohry Národního divadla
- Vojtěch Kovařík (* 1993), malíř a sochař, vyrůstal v Rožnově

## Školství
Seznam vyšších, středních, základních, mateřských a speciálních škol najdete v samostatném článku.

## Městská knihovna
Městská knihovna Rožnov pod Radhoštěm, příspěvková organizace je veřejná knihovna s univerzálními knihovními fondy. Jejím zřizovatelem je město Rožnov pod Radhoštěm, od roku 2003 je ředitelem knihovny (statutárním zástupcem) Bc. Pavel Zajíc. Knihovna působí na území města a má dvě pobočky. První se nachází v místní části Hážovice a druhá v místní části Horní Paseky.

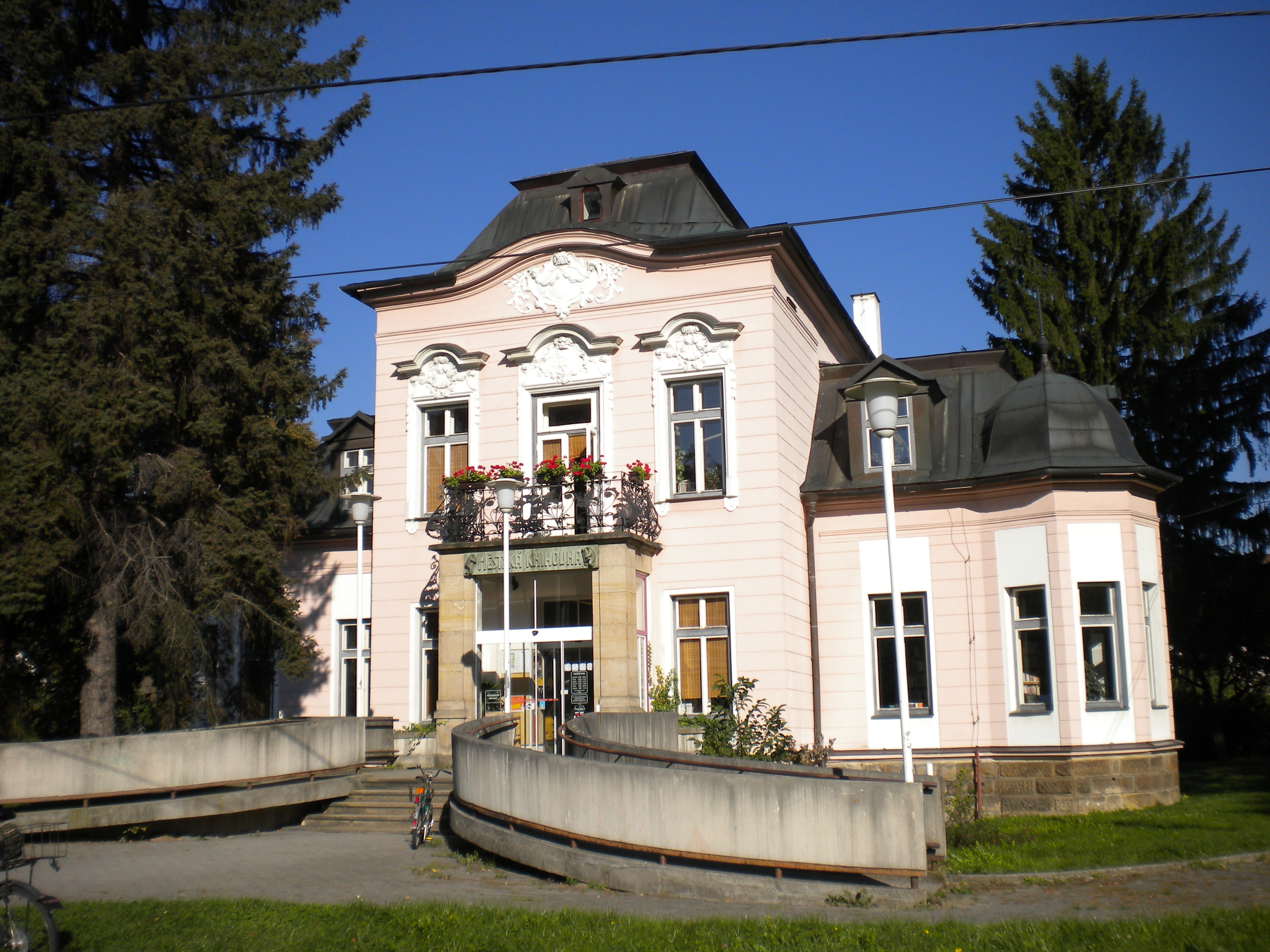

Od 17. prosince 1993 knihovna funguje v nových prostorách bývalé Bergerovy vily v Bezručově ulici.
V roce 2016 knihovna získala titul Knihovna roku 2016 Zlínského kraje.
V listopadu 2016 proběhla otevřená architektonická soutěž na přístavbu budovy knihovny v Bezručově ulici. V soutěži zvítězil návrh architektonického studia Čtyřstěn – Ing. arch. Karla Kubzy a Ing. arch. Milana Joji.
Od roku 2017 funguje pod správou knihovny knihobudka, která je umístěna na Masarykově náměstí. Byla adaptována z vysloužilé telefonní budky.
V roce 2022 započala celková rekonstrukce knihovny. Po dobu rekonstrukce byla přestěhována do společenského domu. Dokončena byla roku 2023. Knihovna má nyní bezbariérový přístup a nachází se zde také kavárna, studovna, komunitní prostor, dětské oddělení a sál o kapacitě 80 lidí.

## Ulice
V Rožnově pod Radhoštěm se nachází 130 pojmenovaných ulic a 2 náměstí, tj. celkem 132. Seznam všech pojmenovaných ulic naleznete v samostatném článku

## Partnerská města
- Považská Bystrica, Slovensko
- Śrem, Polsko
- Bergen, Dolní Sasko, Německo[28]
- Körmend, Maďarsko

## Fotogalerie

Rožnov pod Radhoštěm
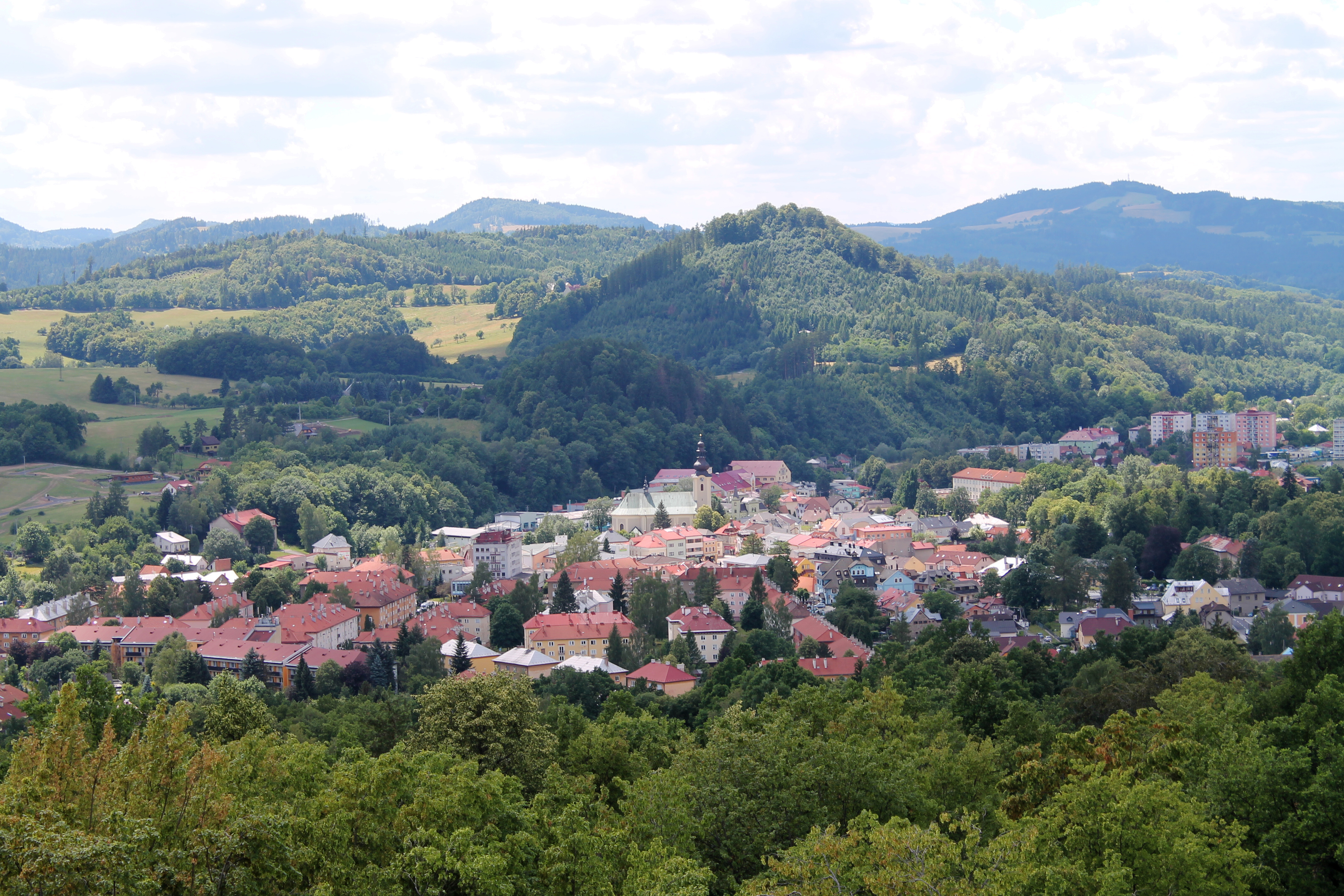
Pohled na centrum města z Jurkovičovy rozhledny
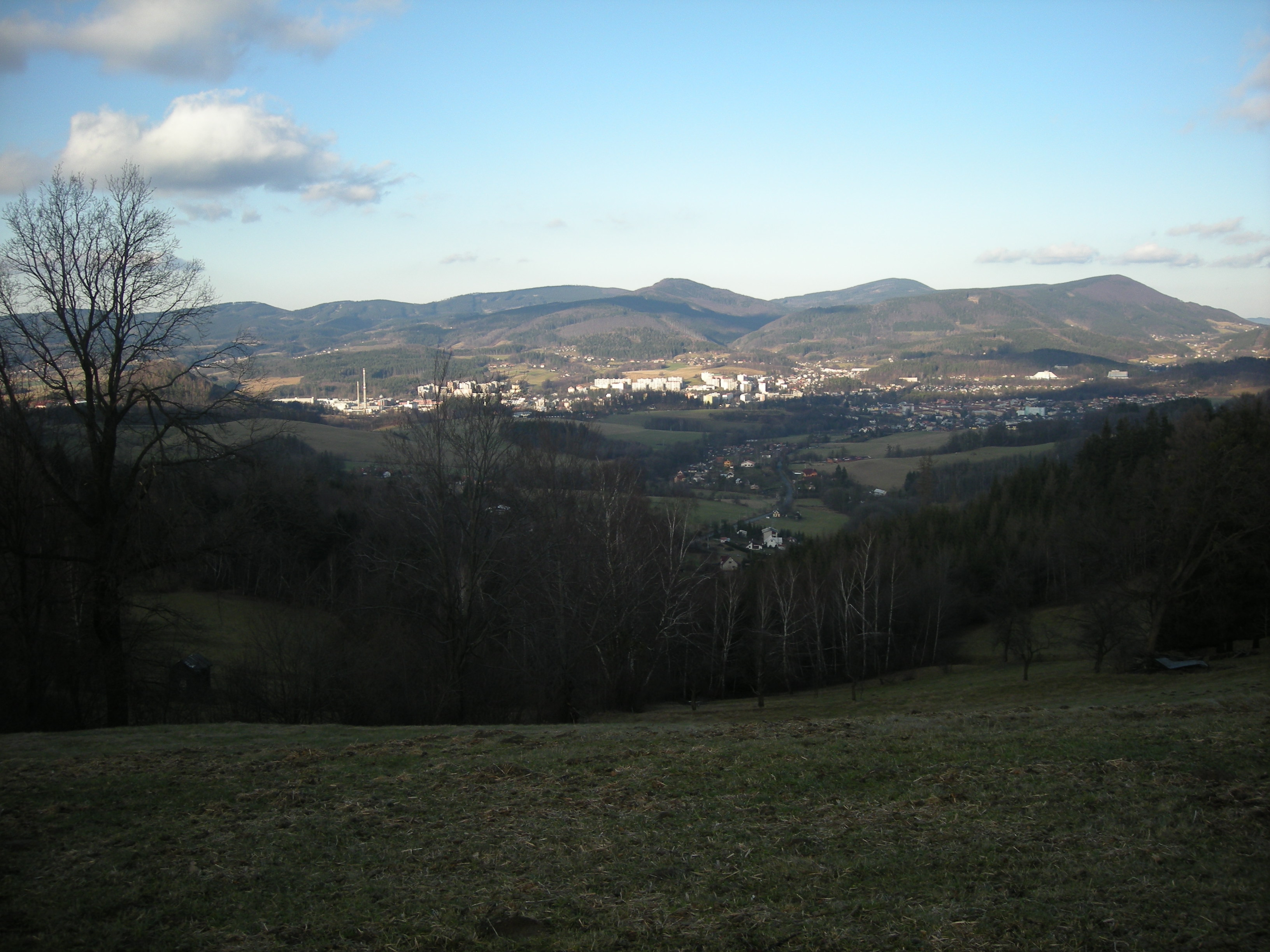
Panoráma města, pohled z kopce Hlaváčky u Valašské Bystřice
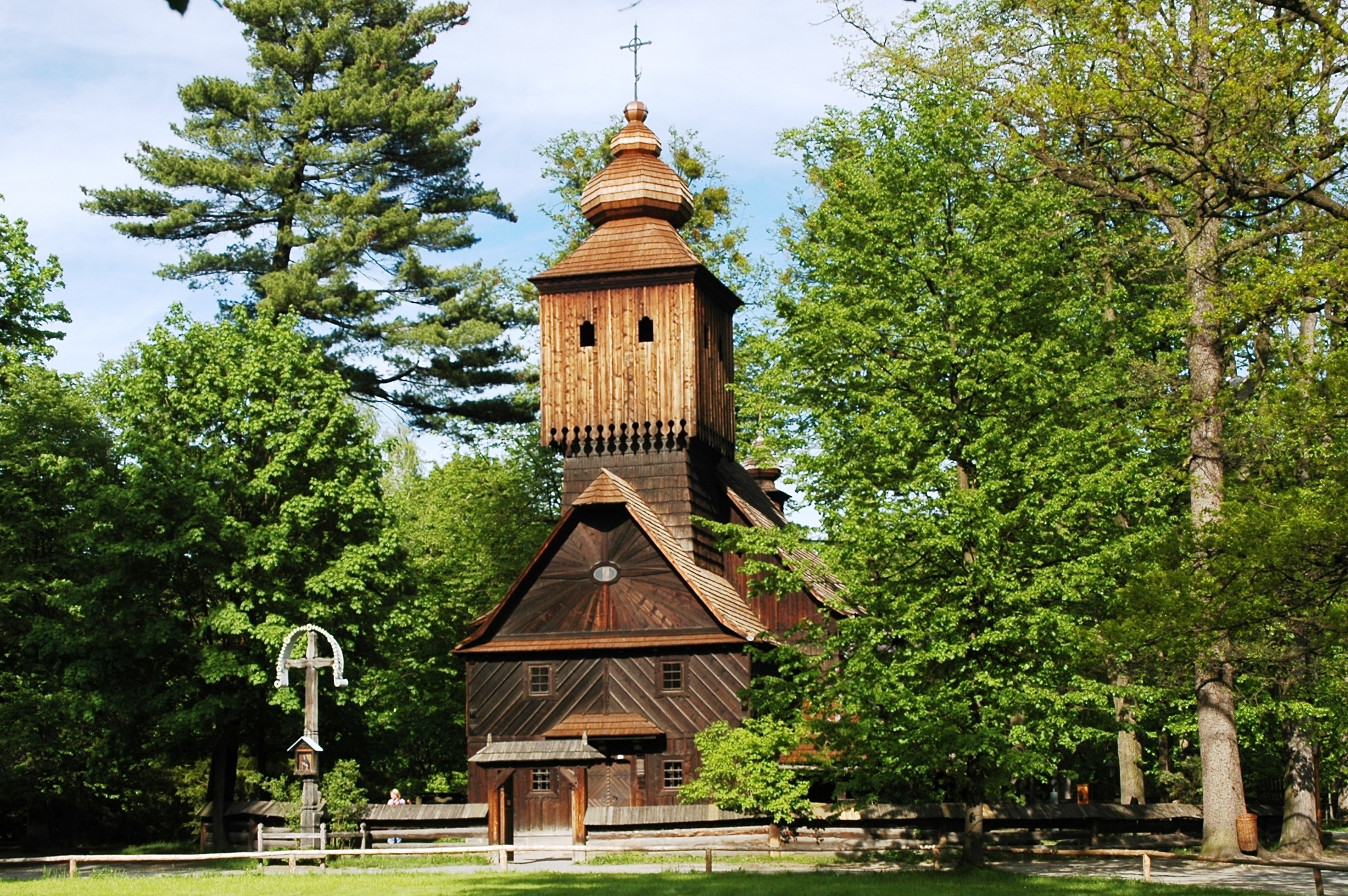
Valašské muzeum v přírodě
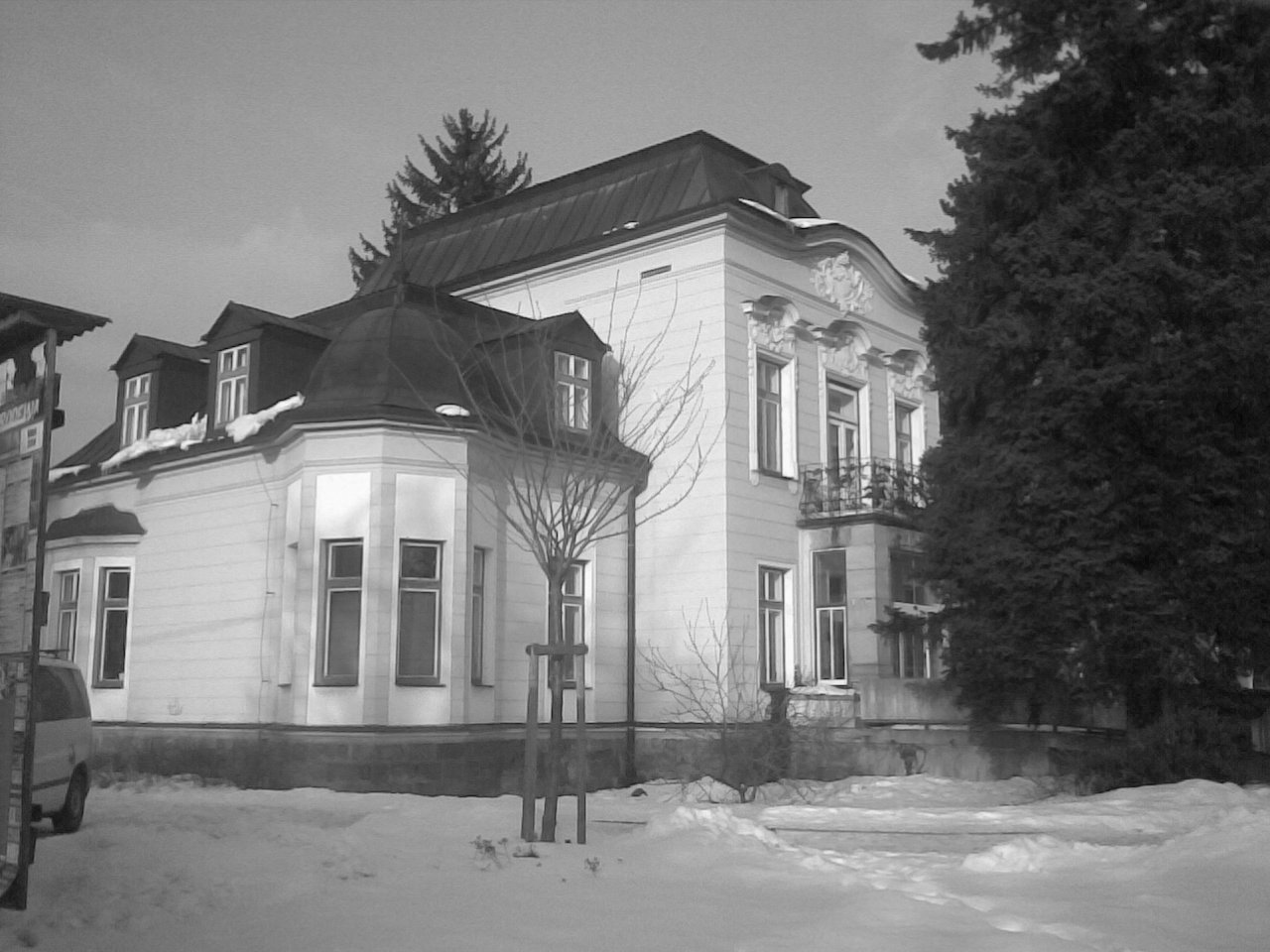
Městská knihovna
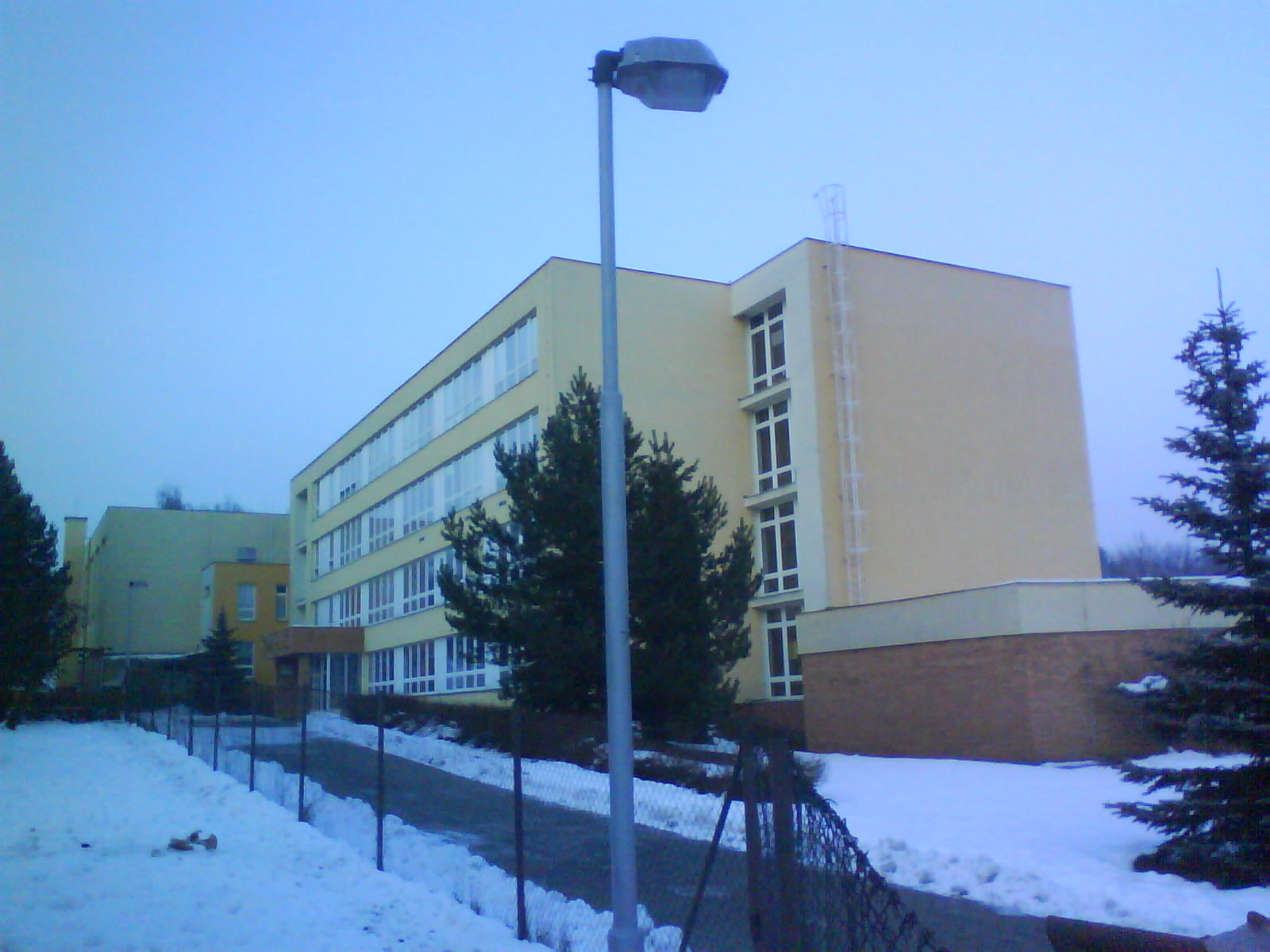
Gymnázium
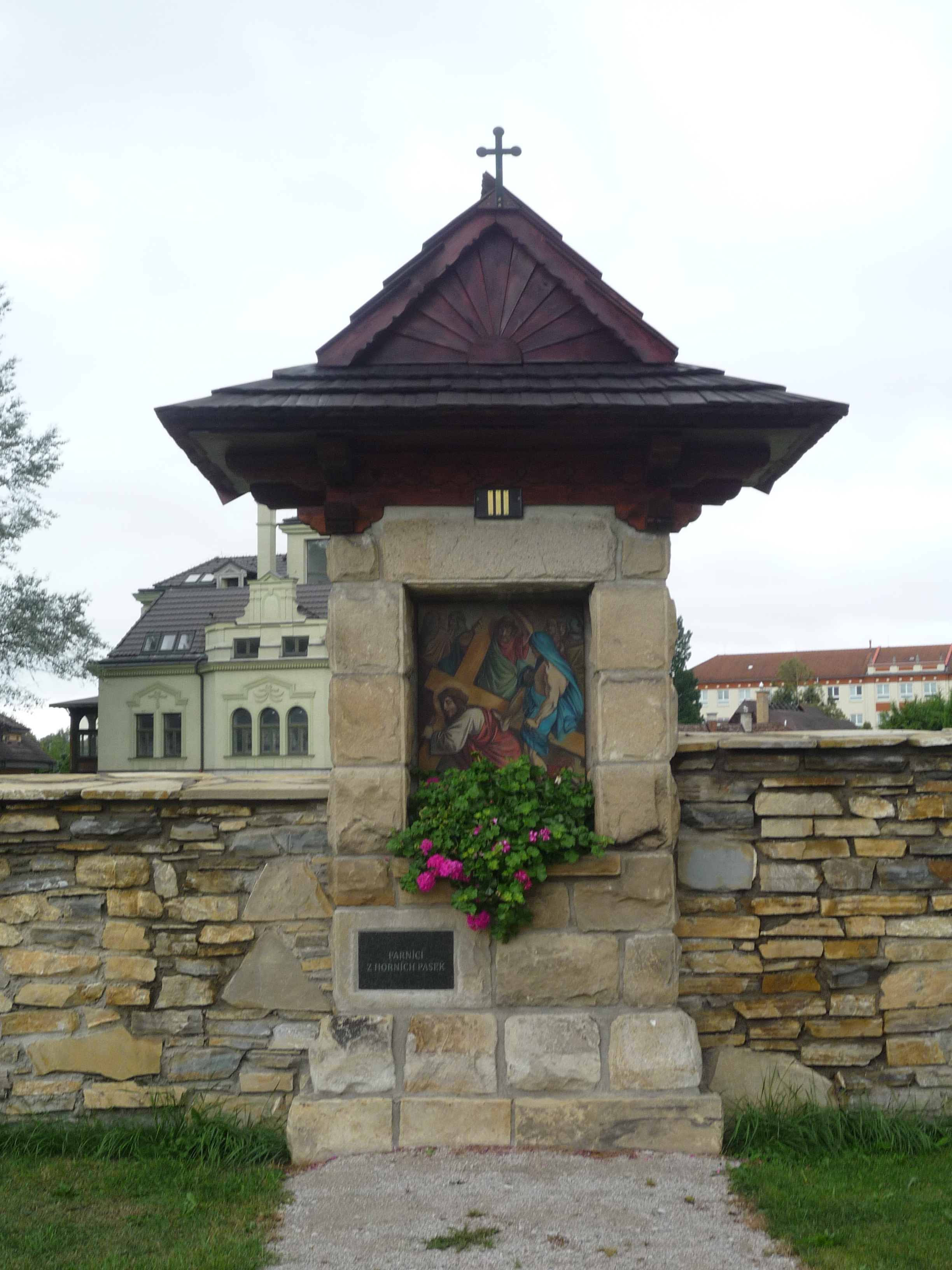
Křížová cesta
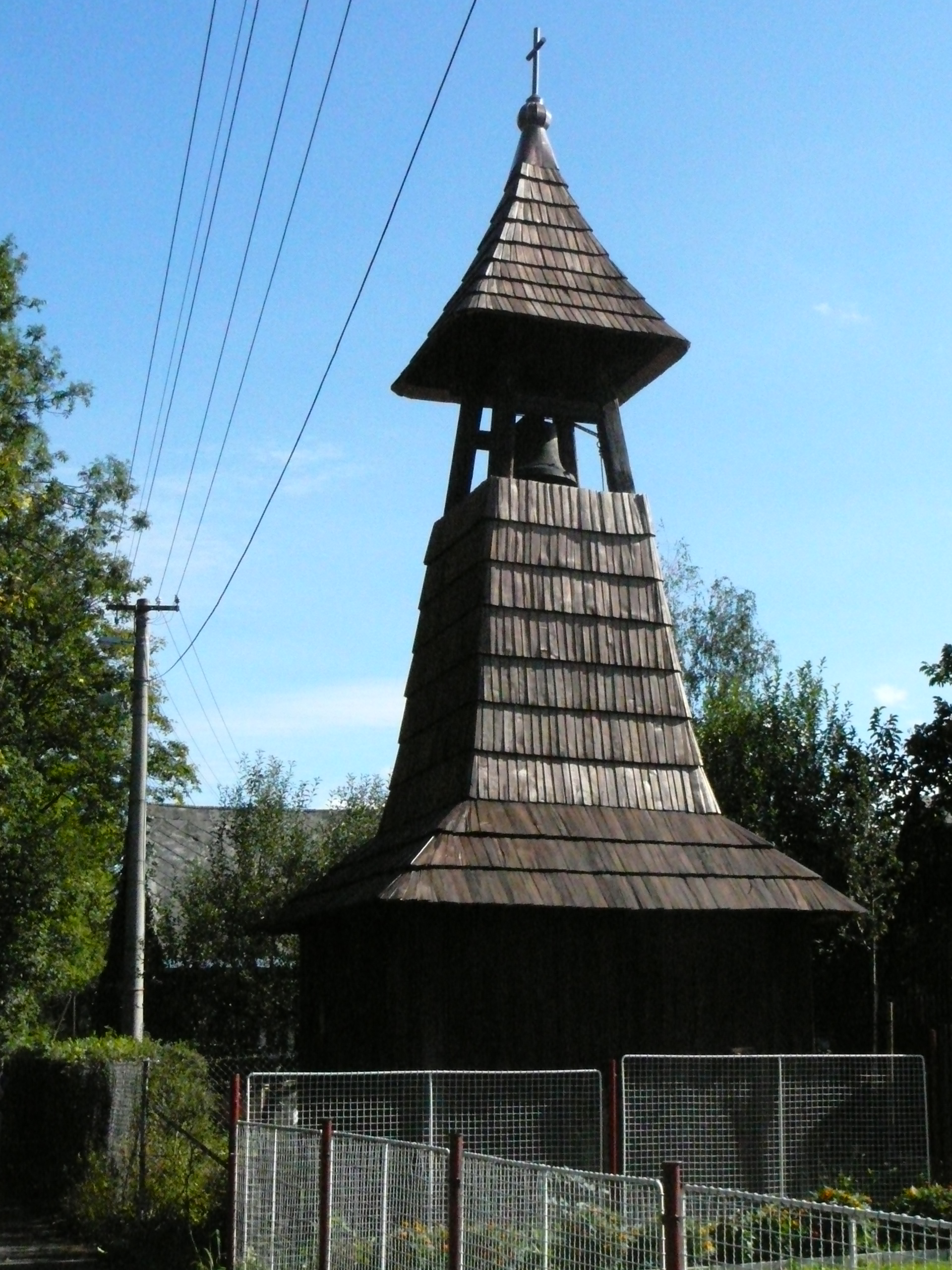
Zvonice
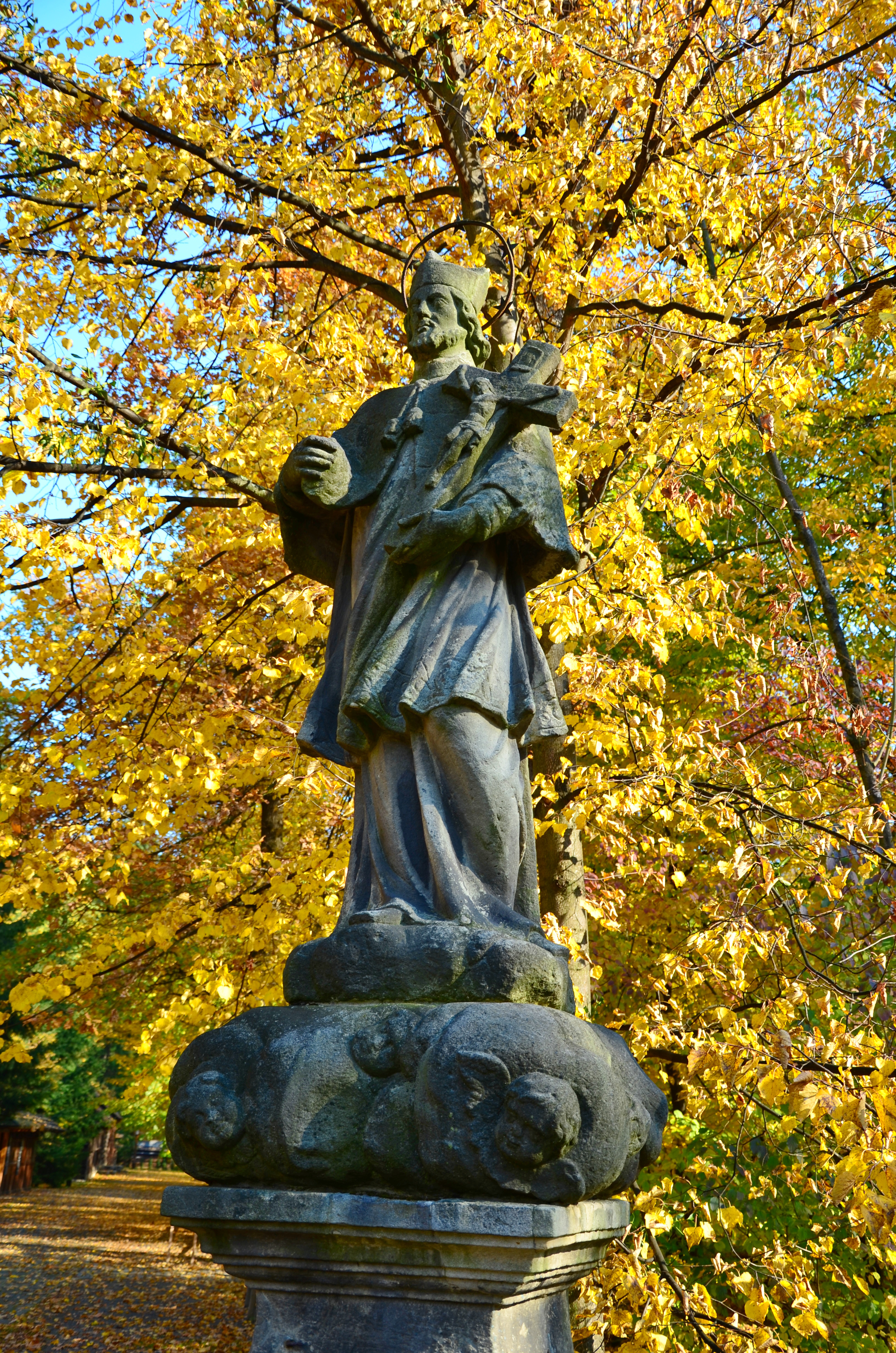
Skanzen – dřevěné městečko
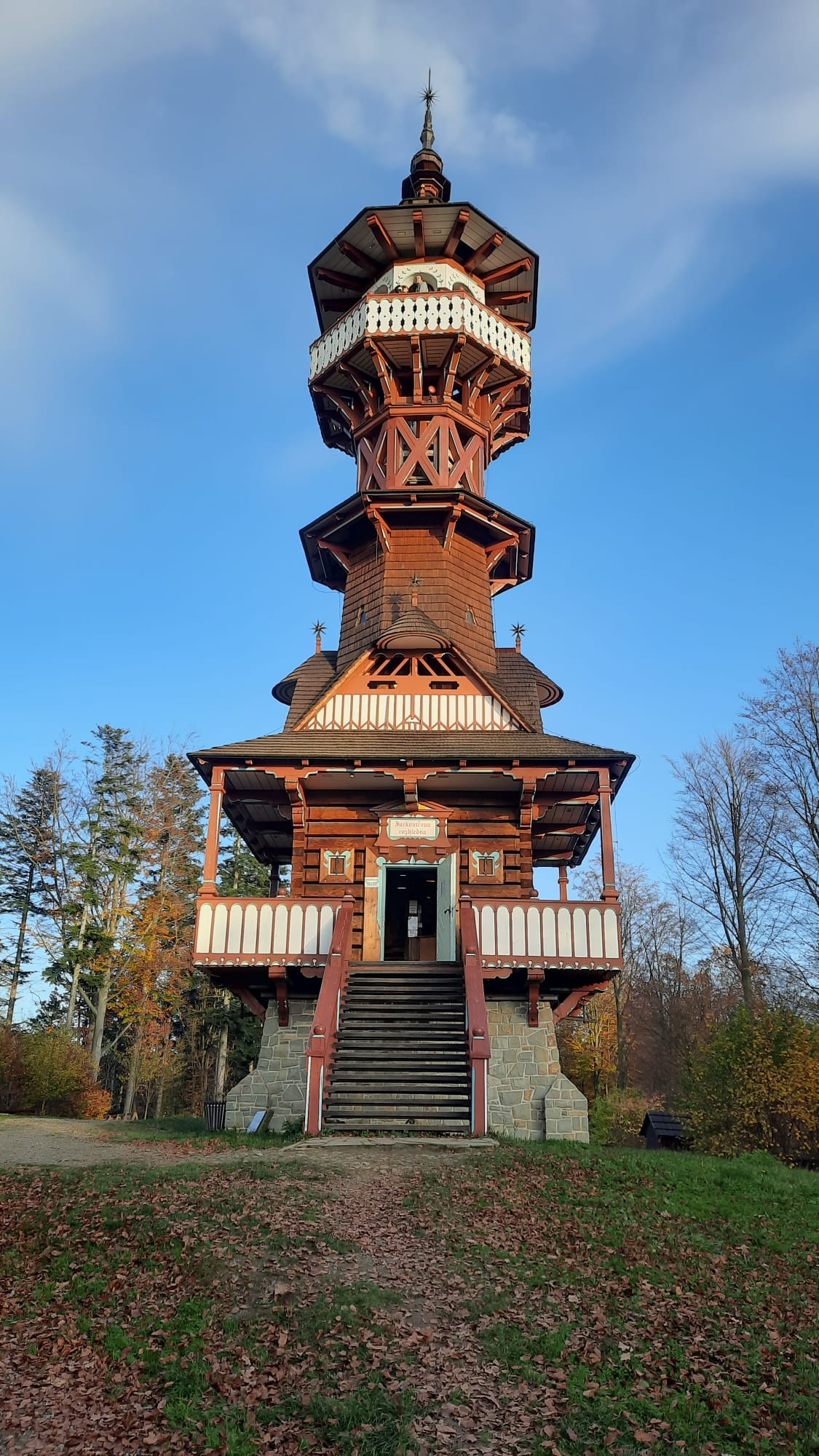
Pohled na Jurkovičovu rozhlednu, která se nachází na východním okraji Rožnova pod Radhoštěm